# Mezősályi község
Mezősályi község (románul: Comuna Șăulia) község Maros megyében, Romániában. Központja Mezősályi, beosztott falvai Erdőtanya, Lőrincidűlő, Macskás.

## Népessége
A 2011-es népszámlálás adatai alapján a község népessége 2018 fő volt.